# Воєнна наречена
Воєнна наречена (англ. War bride) — термін щодо жінок, які вступають у шлюб з чужоземними військовиками у час війни або під час окупації території держави. Термін широко використовувався під час Першої та Другої світових воєн.
Великого розголосу набув феномен одруження американських військовослужбовців з німецькими «панночками» опісля Другої світової війни. До 1949 року понад 20000 німецьких воєнних наречених емігрували до США. Крім того, приблизно 15000 австралійських жінок, що стали дружинами американських військовослужбовців, що розташовувались у Австралії під час Другої світової війни, переїхали до США разом з чоловіками. Військовослужбовці союзників одружувались із жінками й з інших країн, де вони дислокувались наприкінці війни, як-от Франції, Італії, Люксембургу, Філіппін і Японії. Таке ж явище спостерігалось і під час Корейської та В'єтнамської воєн, у яких брали участь збройні сили США й інших антикомуністично налаштованих держав. Понад 100000 воєнних наречених американських військовиків покинуло Об'єднане королівство, від 150000 до 200000 емігрували з континентальної Європи, 15500 з Австралії та 1500 із Нової Зеландії упродовж періоду з 1942 до 1952 років.
2008 року в Королівському музеї Британської Колумбії у Канадській Вікторії основними експонатами були полотна Калгарського художника Бева Тоша. Картини зображали тенденцію появи воєнних наречених у Канаді та Новій Зеландії.

## Корейська війна
6423 корейські жінки одружилися з американськими військовими упродовж і відразу після Корейської війни.

## Війна у В'єтнамі
8040 в'єтнамських воєнних наречених переїхали до США упродовж 1964—1975 років.

## Війна в Іраку (2003)
Явище воєнних наречених після війни у В'єтнамі стали менш поширеним у зв'язку із релігійними та культурними розбіжностями, коротшою тривалістю воєн і прямими наказами командування. Станом на 2006 рік було здійснено близько 1500 запитів від американських військовослужбовців щодо одержання віз для своїх іракських наречених. Серед них і кілька яскраво висвітлених у пресі шлюбів американських військовиків із іракськими жінками.